# Josep Busquets i Xifré
Josep Busquets i Xifré (Banyoles, ¿5 de març 1887? - 15 de desembre de 1977) va ser organista de l'església de Sant Esteve de Banyoles. De petit va ingressar a l'escolania del monestir de Banyoles on va començar els seus estudis de solfeig i orgue. Als 14 anys va continuar a l'església de Sant Esteve de Banyoles i, posteriorment, a la parròquia de Santa Maria dels Turers de Banyoles. A la vegada, seguia la seva formació participant en les activitats d'espectacles de pastorets i altres activitats musicals de Banyoles.